# Stanly del Carmen

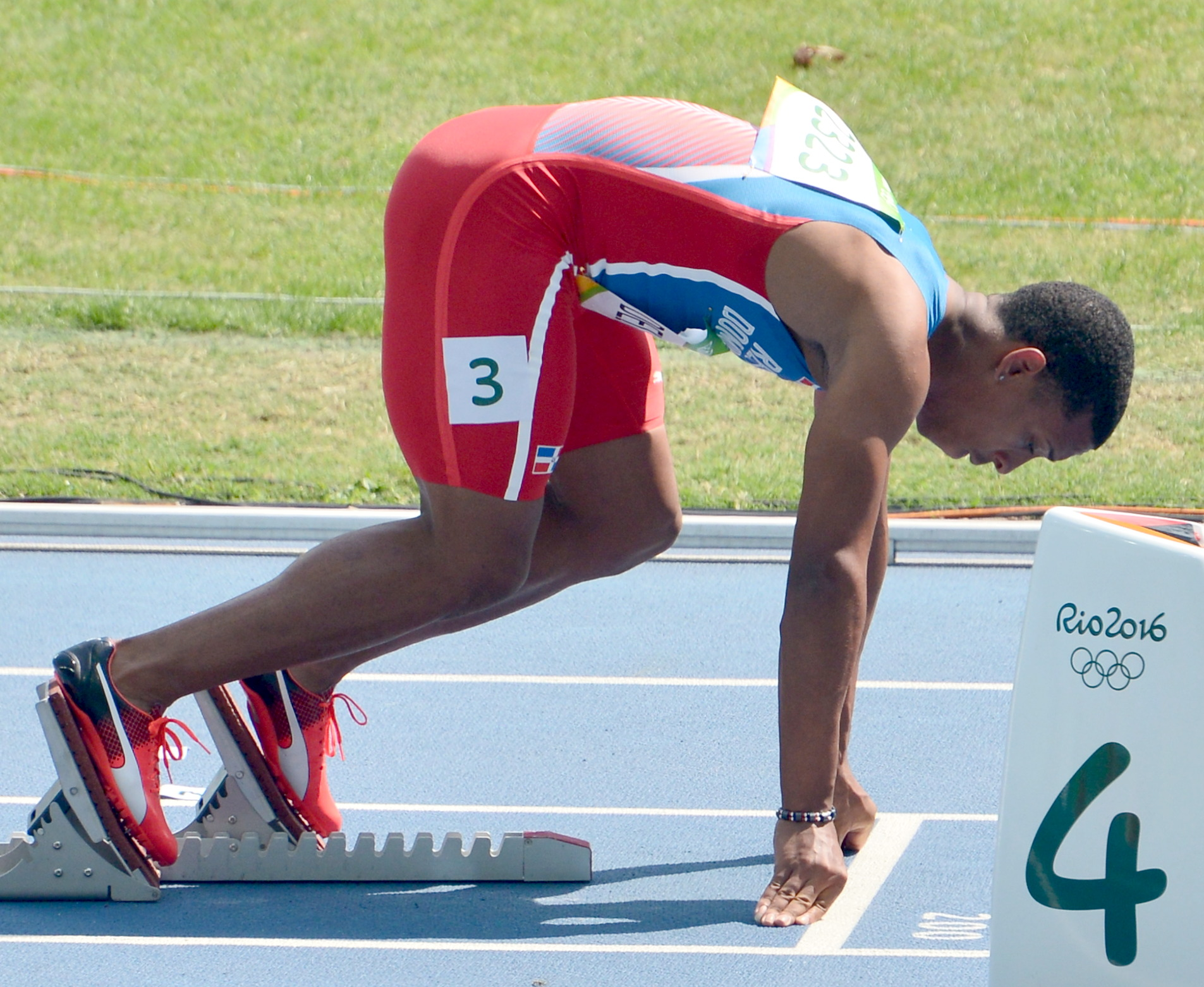
Stanly del Carmen

Stanly José del Carmen Cruz, né le 20 septembre 1995, est un athlète dominicain, spécialiste du sprint.

## Carrière
Le 9 mai 2015, il porte son record sur 100 m a 10 s 18 avec un vent de + 1,6 m/s a Medellín. Dans la même ville, il porte son record du 200 m à 20 s 48 en 2016. Il remporte le titre du 100 m lors des Championnats ibéro-américains 2016.